# Elecciones presidenciales de Ecuador de 2017
Las elecciones presidenciales de Ecuador de 2017 se realizaron el 19 de febrero de 2017 para elegir al Presidente Constitucional y Vicepresidente Constitucional de la República del Ecuador para el período 2017-2021. A la par de la primera vuelta se realizaron las elecciones legislativas en que se eligieron a los representantes al Parlamento Andino y los Asambleístas para el mismo período, además de una consulta popular sobre la opinión del electorado sobre la cuestión de los funcionarios públicos que tengan cuentas y empresas en paraísos fiscales.
Debido a que ningún binomio logró ser elegido en primera vuelta, el 2 de abril se realizó un balotaje en el que Lenín Moreno, candidato del movimiento oficialista Alianza PAIS, ganó la contienda con el 51.16% de los votos contra Guillermo Lasso, candidato de la alianza del Movimiento CREO y el Movimiento SUMA, quien obtuvo el 48.84%.
El binomio presidencial ganador tomó posesión de sus funciones el 24 de mayo de 2017.

## Desarrollo

### Anuncios oficiales del CNE
El 18 de febrero de 2016, a un año de las elecciones, el Consejo Nacional Electoral de Ecuador (CNE) anunció que la primera vuelta electoral tendría lugar el 19 de febrero de 2017. Para el efecto, el CNE designó un presupuesto de 131,5 millones de dólares, siendo dispuesto para la primera vuelta 111,2 millones y para la segunda 20,3 millones, y la habilitación de 44.510 Juntas Receptoras del Voto. El CNE realizó la convocatoria a las elecciones el 18 de octubre, pudiendo los partidos políticos desde esta fecha empezar a inscribir oficialmente a sus candidatos a las distintas dignidades de elección popular a escoger en el proceso electoral hasta el 18 de noviembre. La segunda vuelta se realizó el domingo 2 de abril.
El 4 de octubre, el CNE anunció que los electores habilitados para sufragar en las elecciones del 2017 eran 12 816 698, de una población total de 16 613 313.
El 18 de octubre, el CNE convocó oficialmente a los comicios generales del 19 de febrero de 2017, en los que se designará al presidente y vicepresidente del Ecuador, cinco representantes al Parlamento Andino y 137 asambleístas para el período 2017-2021 .

#### Inscripción de partidos y movimientos
El Consejo Nacional Electoral de Ecuador (CNE) anunció el 18 de agosto el número de partidos y movimientos políticos habilitados para participar en las elecciones generales de 2017, de los cuales 7 eran partidos nacionales, 9 movimientos nacionales y 54 movimientos políticos provinciales, en total 70 organizaciones políticas fueron habilitadas para participar en las elecciones generales del 19 de febrero de 2017.

### Etapa preelectoral
La carrera por las elecciones presidenciales del 2017 inició desde finales del año 2015, con la aprobación de las enmiendas constitucionales por la Asamblea Nacional, entre las cuales se dio paso a la reelección indefinida de las autoridades de elección popular, pero agregando al último minuto una transitoria en la cual se estableció que la reelección sin límites entraba en vigencia desde el 24 de mayo de 2017, no pudiendo optar por esto a la reelección el presidente Rafael Correa ni los asambleístas reelectos en el 2013. Guillermo Lasso, candidato presidencial en las elecciones presidenciales de 2013 por el Movimiento CREO, anunció su precandidatura presidencial a inicios del 2016 manteniendo una presencia activa en los debates políticos y en los medios de comunicación.

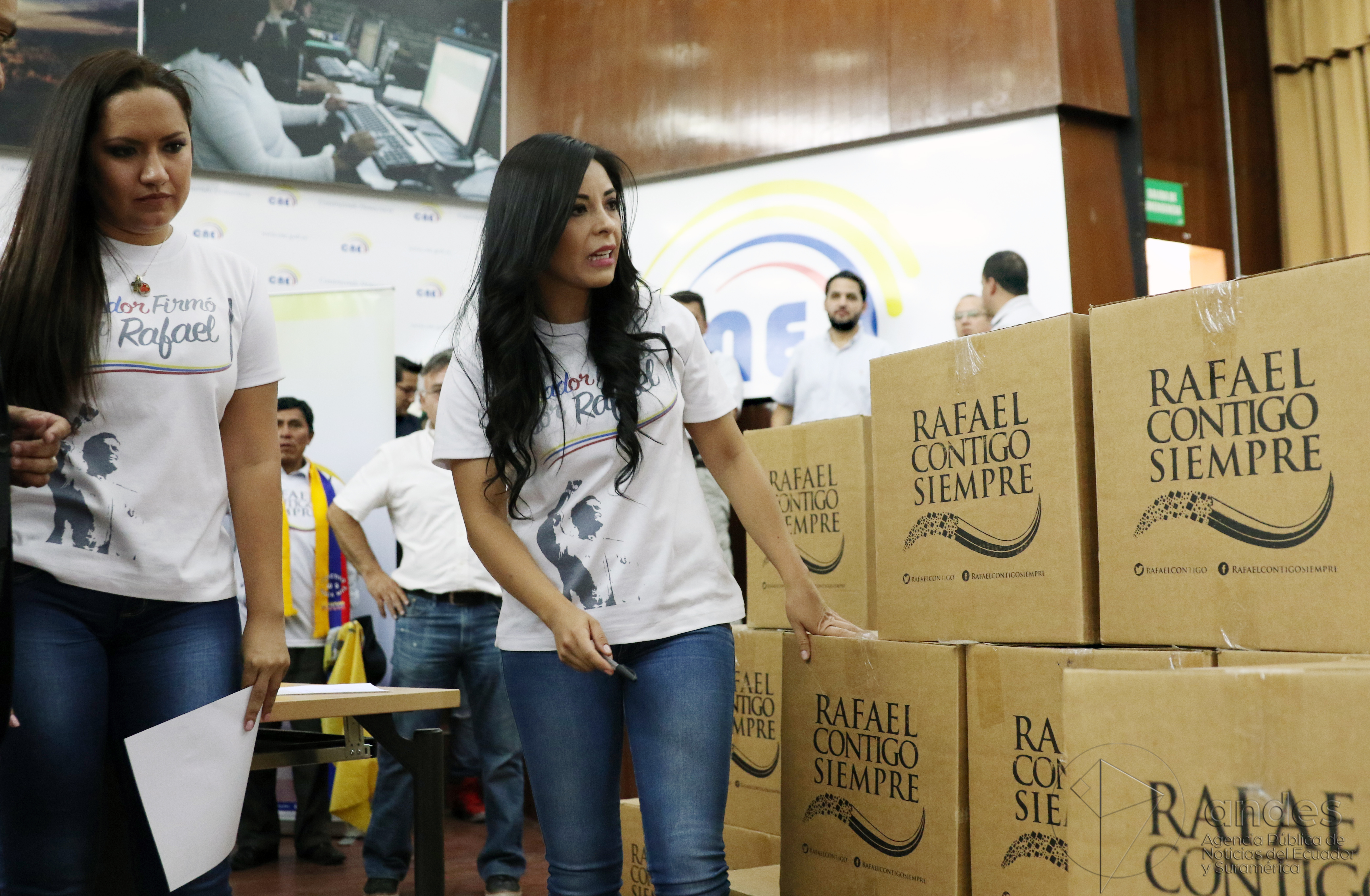
Representantes del colectivo ciudadano "Rafael Contigo Siempre" entregando firmas al Consejo Nacional Electoral de Ecuador

Por parte del movimiento oficialista Alianza PAIS, se empezaron a barajar posibles precandidatos presidenciales, nombrando el presidente Correa al ministro del interior José Serrano, a la presidenta de la Asamblea Nacional Gabriela Rivadeneira, al exvicepresidente Lenin Moreno y al vicepresidente Jorge Glas, siendo los dos últimos los más nombrados para recibir la candidatura, aumentando ambos su presencia pública ante esto. A mediados del 2016, un grupo independiente denominado Rafael Contigo Siempre, presentó una propuesta de Referéndum Constitucional, en la cual se somete a votación la vigencia o no de la transitoria sobre la reelección aprobada por la Asamblea, teniendo como objetivo permitir una candidatura a la reelección del presidente Correa, siendo esta propuesta aprobada por la Corte Constitucional, permitiendo que inicien el proceso de recolección de firmas, necesitando 950 000 firmas aproximadamente para que se llame a elecciones. En agosto, el colectivo presentó 1 248 000 firmas al Consejo Nacional Electoral para su revisión. Alianza PAIS se desmarcó de esta propuesta; el presidente Correa anunció reiteradamente que no planea candidatearse aunque se apruebe el referéndum; mientras que la oposición criticó fuertemente esta propuesta. El 20 de septiembre, ante el rechazo definitivo del presidente Correa de presentarse a una tercera reelección en una reunión con los integrantes de Rafael Contigo Siempre, el colectivo decidió desistir con el proceso de referéndum para habilitar la reelección indefinida para las elecciones del 2017, y esto a su vez provocó que el Consejo Nacional Electoral no asignara recursos para la verificación de las firmas entregadas.

#### Consulta Popular
Ante el escándalo de las filtraciones de los Panama Papers, el presidente Correa envió a la Corte Constitucional una propuesta para convocar a Consulta Popular el día de las elecciones presidenciales, preguntando si las autoridades electas por votación popular deben o no poseer activos y capitales en paraísos fiscales, teniendo como plazo un año luego de asumir sus cargos para venderlos en caso de que gane el sí. El oficialismo y Correa propusieron un "Pacto ético" a los candidatos presidenciales en conjunción con la propuesta a Consulta Popular, llamando a que no mantengan sus capitales fuera del país, denominando esto como inmoral, siendo esta aceptada por algunos precandidatos como Dalo Bucaram, y rechazada por otros como Guillermo Lasso y los miembros de La Unidad, que argumentaron que la consulta era inconstitucional y hecha con dedicatoria buscando afectar el panorama electoral. El 15 de noviembre de 2016, la Corte Constitucional aprobó el pedido del presidente Rafael Correa para convocar a consulta popular en 2017 sobre un denominado "Pacto Ético", esta se realizarían el mismo día de las elecciones generales.

#### Alianzas electorales
La mayoría de partidos políticos buscaron conformar alianzas y coaliciones para las elecciones del 2017:
- El oficialismo creó el Frente UNIDOS, conformado por Alianza PAIS, el Partido Socialista Ecuatoriano, el Partido Comunista Ecuatoriano y varios movimientos provinciales.[23] Inicialmente incluía al Partido Avanza, pero se retiró en el 2015. El Movimiento Centro Democrático Nacional del prefecto del Guayas Jimmy Jairala fue expulsado de la coalición el 19 de octubre por haber dado su apoyo a Paco Moncayo.[24]
- Guillermo Lasso conformó la agrupación Compromiso Ecuador que agrupaba a CREO, a varios actores políticos de distintas ideologías procedentes de otras partidos como Betty Amores y Enrique Herrería, movimientos políticos no inscritos en el CNE y organizaciones sociales, que patrocinan su candidatura presidencial.[25] En octubre el Movimiento SUMA establece una alianza con CREO al igual que el Movimiento Juntos Podemos de Paúl Carrasco.[26] En la Convención de CREO se oficializa la coalición Alianza por el Cambio.[27]
- El alcalde de Guayaquil Jaime Nebot, junto al alcalde de Quito Mauricio Rodas y el prefecto de Azuay Paúl Carrasco conformaron la Convergencia Democrática por la Unidad con el objetivo de establecer una coalición amplia de la centro izquierda a la derecha, siendo integrada por el PSC, Partido Avanza, el Movimiento Concertación y varios movimientos provinciales.[28] El Movimiento SUMA se retiró de la coalición junto con el Movimiento Juntos Podemos de Carrasco en octubre del 2016 dándole su apoyo a Guillermo Lasso.[29] El 30 de octubre de 2016 a raíz de declaraciones de Cynthia Viteri sobre la posibilidad de la extinción de La Unidad, el presidente nacional del Partido Avanza, Ramiro González, anunció su separación de la misma para participar con candidatos propios a la asamblea.[30] Cynthia Viteri anunció el 31 de octubre la disolución oficial de coalición, confirmando que los partidos integrantes lanzarán candidatos propios a las diferentes dignidades.[31]
- Los partidos de izquierda conformaron el Acuerdo Nacional por el Cambio, coalición progresista integrada por Pachakutik, Unidad Popular, Izquierda Democrática, movimientos y organizaciones sociales y actores de izquierda como Paco Moncayo y Enrique Ayala Mora.[32] En octubre Centro Democrático Nacional oficializó su apoyo a la candidatura de Paco Moncayo.[33]

### Precandidaturas retiradas
Los siguientes personajes fueron precandidatos a la presidencia representando a uno o a varios partidos en una coalición política, sin embargo, tras un proceso de elecciones primarias (como el caso de Pachakutik), decisiones de su partido o movimiento o por voluntad propia, no participarán como el presidenciable oficial de su organización.
| Lista | Logo          | Partido / Movimiento                                                          | Precandidato a presidente                                                 | Fecha de retiro                       | Nota                                             |
| ----- | ------------- | ----------------------------------------------------------------------------- | ------------------------------------------------------------------------- | ------------------------------------- | ------------------------------------------------ |
| 1     |               | Centro Democrático                                                            | Paul Olsen Pons                                                           | 20 de octubre                         | Movimiento endosa la candidatura de Paco Moncayo |
| 2     |               | Acuerdo Nacional por el Cambio: Unidad Popular                                | Lenin Hurtado                                                             | 28 de septiembre                      | Endosa la candidatura de Paco Moncayo            |
| 7     |               | Partido Adelante Ecuatoriano Adelante                                         | Álvaro Noboa                                                              | 10 de noviembre                       | Renuncia a su candidatura                        |
| 18    |               | Acuerdo Nacional por el Cambio Pachakutik                                     | Salvador Quishpe Carlos Pérez Guartambel Cléver Jiménez Patricio Zambrano | 6 de agosto                           | Pierden elecciones primarias de MUPP             |
| 18    | Lourdes Tibán | Acuerdo Nacional por el Cambio Pachakutik                                     | 29 de septiembre                                                          | Endosa la candidatura de Paco Moncayo |                                                  |
| -     | -             | Acuerdo Nacional por el Cambio: Renovación Socialista                         | Enrique Ayala Mora                                                        | 16 de septiembre                      | Endosa la candidatura de Paco Moncayo            |
| -     | -             | Acuerdo Nacional por el Cambio: Movimiento Revolucionario de los Trabajadores | Mesías Tatamuez                                                           | Desconocido                           | Desconocido                                      |
| -     | -             | Convergencia Democrática por la Unidad: Movimiento Nacional Juntos Podemos    | Paúl Carrasco                                                             | 29 de septiembre                      | No fue designado por su coalición                |
| -     | -             | Independiente                                                                 | Andrés Páez                                                               | 24 de octubre                         | Endosa la candidatura de Guillermo Lasso         |

### Elecciones

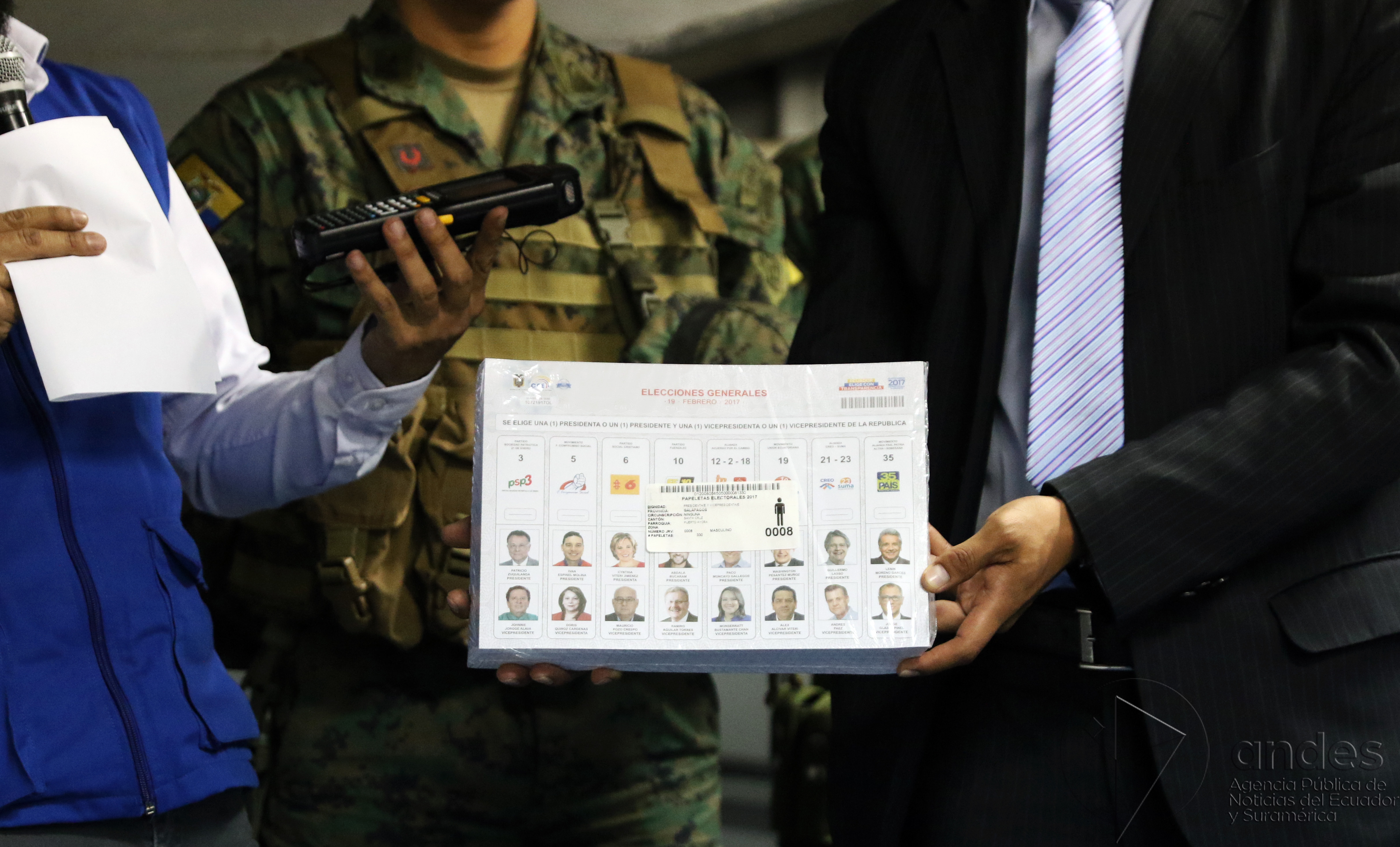
Muestra de la papeleta oficial para la elección de Presidenta o Presidente y Vicepresidente o Vicepresidenta

Para estas elecciones se movilizaron los kits electorales realizados por el Consejo Nacional Electoral a todos los sectores del país. Se desarrolló un nuevo modelo de biombo para asegurar que el voto sea secreto.
La transportación de los kits electorales oficiales para las elecciones dentro del país inició el 18 de enero de 2017. El lunes 6 de febrero, este reparto empezó en las provincias de Morona Santiago, Zamora Chinchipe y Pastaza, debido a los sectores de difícil acceso en estos territorios. Previamente se habían enviado 830 paquetes electorales a las circunscripciones del extranjero.
En total se distribuyeron 40 971 kits electorales en el territorio nacional, donde se encuentran alrededor de 64 millones de papeletas de votación a nivel general. Los kits contenían el padrón electoral, donde se registran los electores; certificados de votación y de presentación; certificados de votación de las Fuerzas Armadas y Policía Nacional; papeletas de votación; actas de instalación de las Juntas Receptoras del Voto; actas de escrutinio; actas de conteo rápido; actas de conocimiento público y resumen de resultados; nueve fundas de colores para la organización y distribución de las papeletas.
Aparte de la distribución de kits electorales, se realizaron simulacros previos a las votaciones por parte del CNE en conjunto con colectivos y organizaciones sociales.
Para la segunda vuelta, el Consejo Nacional Electoral, basándose en las recomendaciones entregadas por las diferentes entidades internacionales invitadas como observadores de la primera vuelta electoral, decidió volver a utilizar urnas tradicionales para facilitar el conteo y evitar confusiones por parte de la ciudadanía al introducir las papeletas en los orificios.

## Candidaturas Presidenciales
Los siguientes fueron los candidatos a Presidente y Vicepresidente inscritos oficialmente en el Consejo Nacional Electoral, detallando sus cargos más representativos y su lema de campaña.
Se específica el partido, movimiento o alianza política que patrocina a los candidatos como fueron inscritos en el Consejo Nacional Electoral, incluyendo además los partidos nacionales inscritos en el CNE que apoyaron las candidaturas, siendo estos ordenados de acuerdo al número de lista:
| Lista   | Logo | Partido / Movimiento                                                                 | Presidente | Presidente                      | Cargos importantes                                     | Vicepresidente                  | Cargos importantes                                                         | Campaña                     |
| ------- | ---- | ------------------------------------------------------------------------------------ | ---------- | ------------------------------- | ------------------------------------------------------ | ------------------------------- | -------------------------------------------------------------------------- | --------------------------- |
| 3       |      | Partido Sociedad Patriótica                                                          |            | Patricio Zuquilanda Duque (PSP) | Ministro de Relaciones Exteriores (2003 - 2005)        | Johnnie Jorgge Álava (Ind.)     | Ingeniero agrónomo                                                         | Un Presidente de Soluciones |
| 5       |      | Fuerza Compromiso Social                                                             |            | Iván Espinel Molina (FCS)       | Director Provincial del IESS (Guayas) (2013 - 2014)    | Doris Quiroz Cárdenas (Ind.)    | Viceministra encargada de Salud Pública                                    | ¡Esa Es!                    |
| 6       |      | Partido Social Cristiano                                                             |            | Cynthia Viteri Jiménez (PSC)    | 1.ª Vicepresidenta del Congreso Nacional (2005 - 2006) | Mauricio Pozo Crespo (Ind.)     | Ministro de Economía y Finanzas (2003 - 2004)                              | Cambio Positivo             |
| 10      |      | Partido Fuerza EC                                                                    |            | Abdalá Bucaram Pulley (FE)      | Asambleísta Nacional (2009 - 2014)                     | Ramiro Aguilar Torres (Ind.)    | Asambleísta Nacional (2013 - 2016)                                         | Dalo y Ramiro presidentes   |
| 12 2 18 |      | Acuerdo Nacional por el Cambio - Izquierda Democrática - Unidad Popular - Pachakutik |            | Paco Moncayo Gallegos (ID)      | Alcalde Metropolitano de Quito (2000 - 2009)           | Monserratt Bustamante Chán (CD) | Directora de Planificación Institucional y Desarrollo (Universidad Ecotec) | Juntos Estaremos Mejor      |
| 19      |      | Unión Ecuatoriana                                                                    |            | Washington Pesántez Muñoz (UE)  | Fiscal General del Estado (2007 - 2011)                | Alex Alcívar Viteri (Ind.)      | Gerente del Banco Nacional del Fomento (2003 - 2005)                       | Justo lo que Necesitamos    |
| 21 23   |      | Movimiento CREO Movimiento SUMA                                                      |            | Guillermo Lasso Mendoza (CREO)  | Ministro Secretario de Economía (1999)                 | Andrés Páez Benalcázar (Ind.)   | Asambleísta por Pichincha (2009 - 2016)                                    | Vamos por el Cambio         |
| 35      |      | Alianza PAIS                                                                         |            | Lenín Moreno Garcés (PAIS)      | Vicepresidente de la República (2007 - 2013)           | Jorge Glas Espinel (PAIS)       | Vicepresidente de la República (2013 - 2018)                               | El Futuro No Se Detiene     |

Fuente: Consejo Nacional Electoral

### Apoyos partidistas a candidatos presidenciales
| Lista | Partido                               | Coalición                      | Candidato(a) presidencial (partido) | Candidato(a) presidencial (partido) |
| Lista | Partido                               | Coalición                      | 1.ª vuelta                          | 2.ª vuelta                          |
| ----- | ------------------------------------- | ------------------------------ | ----------------------------------- | ----------------------------------- |
| 3     | Partido Sociedad Patriótica           | N/A                            | Patricio Zuquilanda Duque           | Guillermo Lasso Mendoza             |
| 5     | Fuerza Compromiso Social              | N/A                            | Ivan Espinel Molina                 | Lenín Moreno Garcés                 |
| 6     | Partido Social Cristiano              | N/A                            | Cynthia Viteri Jiménez              | Guillermo Lasso Mendoza             |
| 51    | Concertación                          | No participa                   | Cynthia Viteri Jiménez              | Guillermo Lasso Mendoza             |
| 10    | Partido Fuerza Ec                     | N/A                            | Abdalá Bucaram Pulley               | Guillermo Lasso Mendoza             |
| 12    | Izquierda Democrática                 | Acuerdo Nacional por el Cambio | Paco Moncayo Gallegos               | Guillermo Lasso Mendoza             |
| 2     | Unidad Popular                        | Acuerdo Nacional por el Cambio | Paco Moncayo Gallegos               | Guillermo Lasso Mendoza             |
| 18    | Pachakutik                            | Acuerdo Nacional por el Cambio | Paco Moncayo Gallegos               | Guillermo Lasso Mendoza             |
| 1     | Centro Democrático                    | No participa                   | Paco Moncayo Gallegos               | Lenín Moreno Garcés                 |
| 19    | Unión Ecuatoriana                     | N/A                            | Washington Pesántez Muñoz           | Guillermo Lasso Mendoza             |
| 21    | Movimiento CREO                       | Alianza CREO-SUMA              | Guillermo Lasso Mendoza             | Guillermo Lasso Mendoza             |
| 23    | Movimiento SUMA                       | Alianza CREO-SUMA              | Guillermo Lasso Mendoza             | Guillermo Lasso Mendoza             |
| 7     | Partido Adelante Ecuatoriano Adelante | No participa                   | Guillermo Lasso Mendoza             | Guillermo Lasso Mendoza             |
| 35    | Alianza PAIS                          | N/A                            | Lenín Moreno Garcés                 | Lenín Moreno Garcés                 |
| 17    | Partido Socialista Ecuatoriano        | No participa                   | Lenín Moreno Garcés                 | Lenín Moreno Garcés                 |
| 8     | Partido Avanza                        | No participa                   | No apoya a ningún candidato         | Guillermo Lasso Mendoza             |

## Campaña electoral

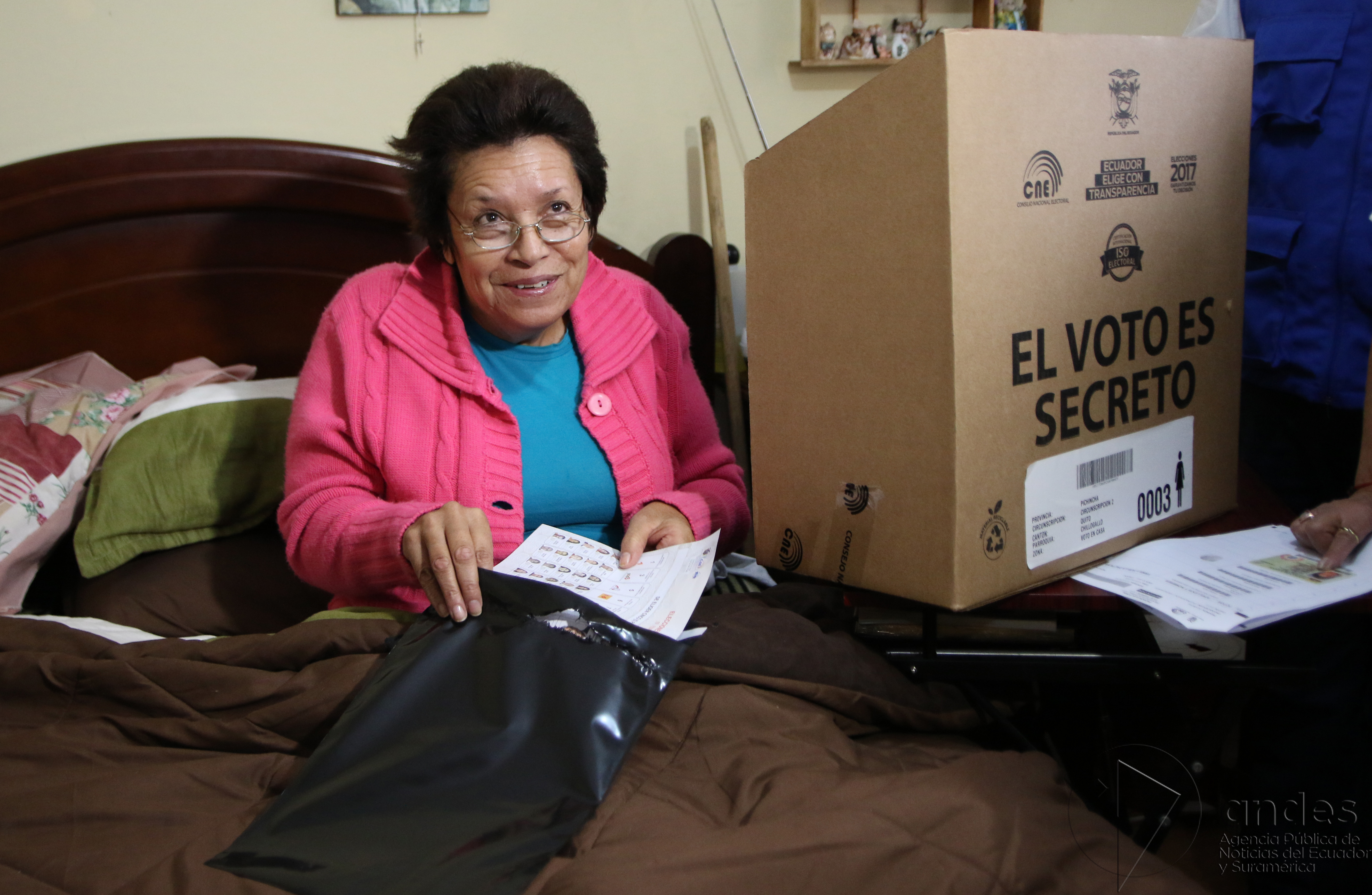
Voto asistido en casa durante la primera vuelta electoral.

La campaña electoral de la primera vuelta duró 45 días, desde el 3 de enero de 2017 hasta el 16 de febrero de 2017. Luego de esto empezó el proceso de elecciones con el programa de voto asistido de casa en casa, y luego las votaciones regulares. A pesar de que estas eran las fechas oficiales para realizar campaña política, algunos de los candidatos empezaron a recorrer el país antes del tiempo establecido, llevando a cabo reuniones con sectores sociales, movimientos regionales y publicando mensajes a través de los medios de comunicación y las redes sociales con contenido orientado a presentar posibles propuestas de campaña y para establecer su imagen, principalmente Guillermo Lasso y Cynthia Viteri.[cita requerida]
El 23 de agosto de 2016, la vicepresidenta del Consejo Nacional Electoral, Nubia Villacís, indicó que no era válido realizar proselitismo político de ninguna índole en medios tradicionales fuera del período establecido para la campaña electoral oficial, pero que no se regularía nada en redes sociales. Esto se da porque el monto de gastos por medios sociales es sumado tras el tope del gasto electoral asignado a los partidos políticos.
El 5 de septiembre de 2016, la segunda vicepresidenta de la Asamblea Nacional y directora provincial de Alianza País, Marcela Aguiñaga, realizó una declaración en rueda de prensa en la que expresó textualmente "...hacemos campaña, acción política, formación, los 365 días del año..."; la crítica surgió debido a que lo expresado implicaba una contravención a lo señalado en el artículo 202 del Código de la Democracia del Ecuador, y siendo que se comete fuera de los plazos establecidos para la realización de las campañas.
Henry Llanes, asambleísta alterno del Movimiento CREO, denunció que Alianza PAIS utilizó recursos públicos durante la postulación del binomio presidencial oficialista al ser transmitido por los canales de televisión públicos y por los canales privados incautados, presentando una denuncia al CNE, el cual fue transferido al Tribunal Contencioso Electoral, organismo rechazó la denuncia. De igual manera, el Partido Sociedad Patriótica y un grupo de opositores denunciaron que el CNE tenía inconsistencias en el padrón electoral a pesar de haber sido depurado, habiendo personas fallecidas, con doble cédula y extranjeros con antecedentes penales habilitados para votar, afectando a un 7% del padrón, lo cual fue negado tanto por el CNE, como por el Registro Civil advirtiendo en tomar acciones legales por las acusaciones.
Los candidatos presidenciales comenzaron su campaña electoral en su mayoría a partir de octubre del 2016, aunque la campaña oficial inició en enero del 2017, enfocándose en posicionar su imagen, lemas y eslóganes en redes sociales, además de iniciar la presentación de sus propuestas. Durante la etapa de precampaña, hubo enfrentamientos indirectos entre los candidatos presidenciales por diferencias en sus propuestas y por el manejo de su campaña electoral.  La campaña de la segunda vuelta duró 20 días, del 20 al 30 de marzo. Los candidatos manejaron sus campañas electorales de la siguiente manera:

### Lenín Moreno-Alianza PAIS, lista 35
Fue el candidato oficialista a suceder a Rafael Correa, siendo uno de los últimos en oficializar su candidatura. Desde septiembre de 2016, Moreno empezó a realizar apariciones virtuales en mítines y reuniones con organizaciones políticas vía videoconferencia, ya que por su rol como Enviado Especial de las Naciones Unidas residía en Ginebra, Suiza. Fue elegido por la Convención de PAIS el primero de octubre, siendo su binomio el vicepresidente Jorge Glas. 
Moreno propuso establecer diálogo con todas las organizaciones políticas y continuar con la labor del gobierno de Correa, rechazando eliminar impuestos, sino entablar una "tregua normativa". Su campaña se enfocó en establecer reuniones y talleres de trabajo con empresas, cámaras de comercio, sindicatos y organizaciones públicas, además de realizar viajes al exterior para obtener apoyo político, apareciendo de forma casi exclusiva en medios de comunicación públicos o incautados, además de manejar una intensa campaña en las redes sociales. Ante los escándalos de corrupción de Petroecuador y del sector petrolero, surgieron rumores de que Moreno cambiaría de binomio, al ser Glas el encargado de la gestión de los sectores estratégicos, lo cual fue negado por Moreno, proponiendo transparentar la gestión de la empresa pública.
Moreno se mostró crítico de la gestión de Correa, nombrando a algunas de las escuelas del milenio como "elefantes blancos", lo cual fue rechazado por el presidente y proponiendo eliminar el anticipo al impuesto a la renta para las empresas, lo cual también fue rechazado por Correa. Ante el surgimiento del escándalo de corrupción y sobornos por parte de la Empresa Odebrecht al gobierno ecuatoriano entre 2007 y 2016, Moreno solicitó al Departamento de Justicia de Estados Unidos que revele los nombres de todos los implicados en el caso, y prometió que de ganar las elecciones haría una "cirugía total" de varias entidades del estado.

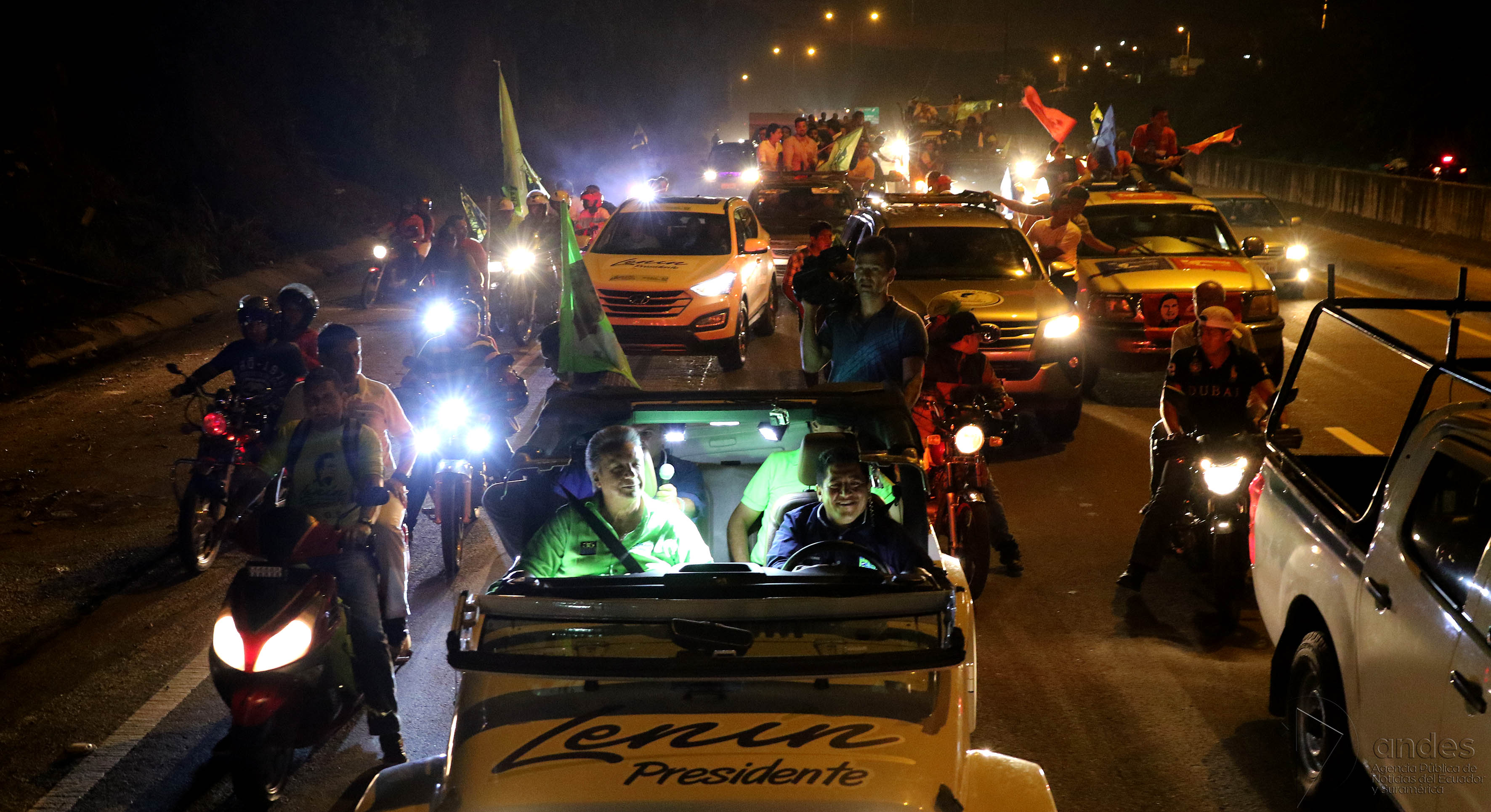
Cierre de campaña de Lenín Moreno en la segunda vuelta

Moreno mantuvo una campaña enfocada principalmente en la promoción a través de los medios de comunicación y las redes sociales, realizando caravanas en el país, enfocándose en la Costa. No presentó muchas propuestas al inicio de su campaña, siendo principalmente del sector social entre ellas la creación de Misiones Sociales para la niñez y adultos mayores, posteriormente propuso mayores créditos a las empresas de turismo y sectores estratégicos, además de referirse como demagógica a la propuesta de empleos de Guillermo Lasso, proponiendo 250 000 empleos anuales y descartó eliminar impuestos por ser una "propuesta irresponsable", como él la calificó.
Al final de su campaña, Moreno propuso el plan "Toda una Vida", en la cual ofrece viviendas gratis para los más pobres del país, el aumento del bono solidario a 150 dólares mensuales, la Misión Ternura que consiste en que el estado garantice la salud de los niños recién nacidos y sus madres y la Misión Mis Mejores Años consistiendo en aumentar el bono al adulto mayor a 100 dólares mensuales. Su cuña principal es musical y se denominó "El Futuro es Ahora". enfocándose en proponer un cambio verdadero para el país y la unidad de los ecuatorianos. El eslogan de su campaña fue "El Futuro es No Se Detiene". 
Durante la etapa preelectoral estuvo constantemente en el primer lugar de las encuestas nacionales, oscilando su intención de voto entre el 40 y 30% hasta octubre. Recibió el apoyo del excandidato presidencial Iván Espinel para el balotaje y del movimiento Centro Democrático Nacional del prefecto Jimmy Jairala. Durante la segunda vuelta, la campaña de Moreno se enfocó en atacar a su contrincante, siendo acusado de llevar una campaña sucia en contra de Lasso. Prometió crear la Secretaría de la Juventud, además se centró en promocionar su plan "Toda una Vida" por todo el país, en particular en los sectores populares y la Costa del país.
Al resultar electo, Moreno se convirtió en el primer presidente del Ecuador oriundo de la región Amazónica y el primero en tener algún tipo de discapacidad física, en el caso de Moreno, paraplejía. De igual manera, Moreno es el presidente electo con el margen más estrecho en balotaje de la historia del país con un 51.16%.

### Guillermo Lasso-Alianza CREO-SUMA, listas 21 - 23

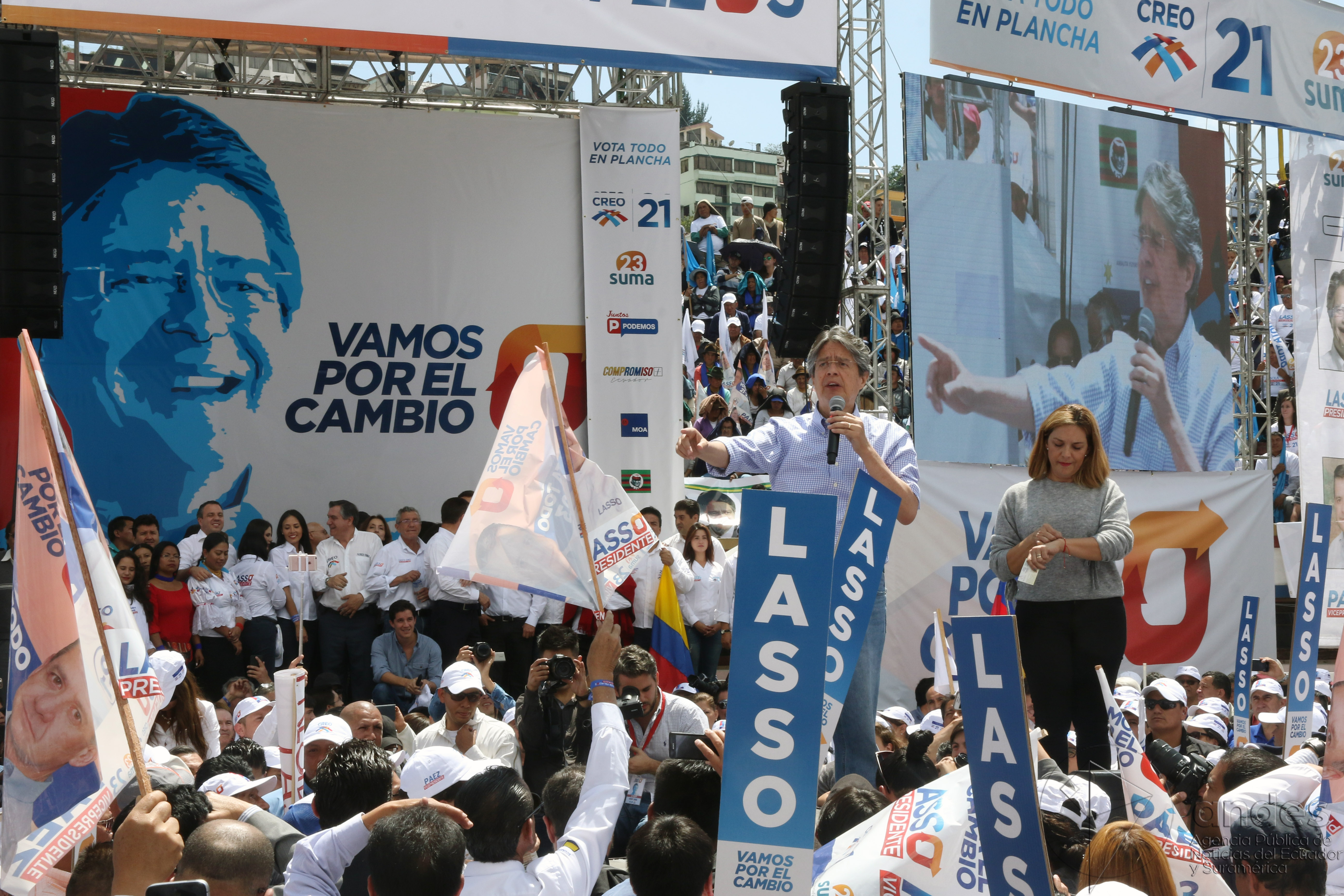
Lanzamiento de campaña de Guillermo Lasso en enero de 2017

Fue el primero en oficializar su segunda candidatura presidencial a finales del 2015. Lasso mantuvo desde 2014 una postura crítica severa al gobierno de Correa, protagonizando protestas en contra de las enmiendas constitucionales del 2015 y las propuestas de leyes de herencia y plusvalía. Estuvo en campaña permanente desde finales del 2015, siendo el enfoque principal de esta la recuperación y liberalización de la economía del país para crear mayores plazas de empleo desde el sector privado, creando proyectos como "Iniciativa por el Empleo" anunciado que el mejor proyecto social es el empleo; y el plan "Un Millón de Empleos", con el que busca crear 1 millón de nuevas plazas de trabajo en el trascurso del 2017 al 2021, proponiendo además eliminar las leyes tributarias y económicas aprobadas durante el último período de Correa, como es el anticipo al impuesto a la renta, impuesto a la salida de divisas y las salvaguardias para facilitar la entrada de capitales extranjeros al país.
Lasso propuso restituir la Unión Nacional de Educadores y otras organizaciones no gubernamental ilegalizadas durante el gobierno de Correa, convocar a Referéndum Constitucional y Consulta Popular para ratificar o no las enmiendas constitucionales aprobadas en el 2015 y para cesar de su cargo a las autoridades del Consejo de Participación Ciudadana, Consejo de la Judicatura y del Consejo Nacional Electoral para posteriormente reformar la Constitución; derogar la ley de comunicación, reducir el tamaño del estado, fiscalizar al gobierno de Correa y sus funcionarios y fortalecer al sector agrícola.
Lasso en octubre conformó la Alianza por el Cambio, obteniendo el apoyo del Movimiento SUMA y Juntos Podemos. Lasso, ante el escándalo de corrupción del caso Odebrecht solicitó la renuncia del vicepresidente Jorge Glas y que abandone su candidatura por ser el responsable de la gestión de los sectores estratégicos, área del gobierno con mayor número de casos de corrupción, prometiendo el fin de la corrupción en su gobierno y una amplia fiscalización dirigida por Andrés Páez. Durante su campaña, fue permanente la presencia de su esposa, María de Lourdes Alcívar, promoviendo la figura de la primera dama y de la familia tradicional. Su cuña principal fue musical, enfocándose en el cambio de modelo y su propuesta de un millón de empleos, siendo denominada "Vamos por el Cambio", presentando el signo de la campaña de Lasso, el cual es girar las manos como se utiliza para señalizar la sustitución de jugadores en fútbol, representando el cambio.
El binomio de Lasso, Andrés Páez, encabezó las protestas ante el Consejo Nacional Electoral en los días siguientes a la finalización de la primera vuelta, denunciando un presunto fraude electoral por parte del partido de gobierno para evitar un balotaje. Lasso obtuvo el apoyo de varios excandidatos presidenciales para el balotaje, incluyendo a Cynthia Viteri, Patricio Zuquilanda, Abdalá Bucaram Pulley, Paco Moncayo y Washington Pesántez, además del apoyo de la mayoría de movimientos que formaron el Acuerdo Nacional por el Cambio. 
Durante la segunda vuelta, su campaña se enfocó en promover sus propuestas en los ámbitos de salud y educación, realizando campaña principalmente en las provincias de la Costa y Pichincha, además de intentar contrarrestar la que denominó Lasso como "campaña sucia" del candidato oficialista, siendo agredido junto a su familia en los exteriores del Estadio Olímpico Atahualpa en Quito luego del partido Ecuador vs. Colombia durante las eliminatorias al Mundial de Rusia 2018. 3 de 4 exit polls pronosticaron un triunfo de Lasso, por lo que al resultarle adversos los resultados oficiales del CNE, sus simpatizantes realizaron protestas en diferentes ciudades del país, declarando Lasso que el triunfo de Moreno es ilegítimo por haberse dado múltiples irregularidades en el escrutinio, por lo que solicitó la impugnación de los resultados.

### Cynthia Viteri-Partido Social Cristiano, lista 6
Presentó su candidatura en septiembre de 2016, lo cual causó problemas en la coalición de la que formaba parte el PSC, La Unidad, ya que se esperaba que se candidatice el Alcalde de Guayaquil, Jaime Nebot. Inicialmente, la candidatura de Viteri tuvo varios cuestionamientos y dudas ante sus propuestas de fiscalización al gobierno de Correa por la inclusión en la Unidad del Partido Avanza y su titular Ramiro González, además de dudas sobre su independencia y liderazgo frente a Nebot, lo cual resultó finalmente en la disolución de la coalición por decisión de Viteri, quien reestructuró su campaña. El Movimiento Concertación mantuvo su apoyo a la candidata. 

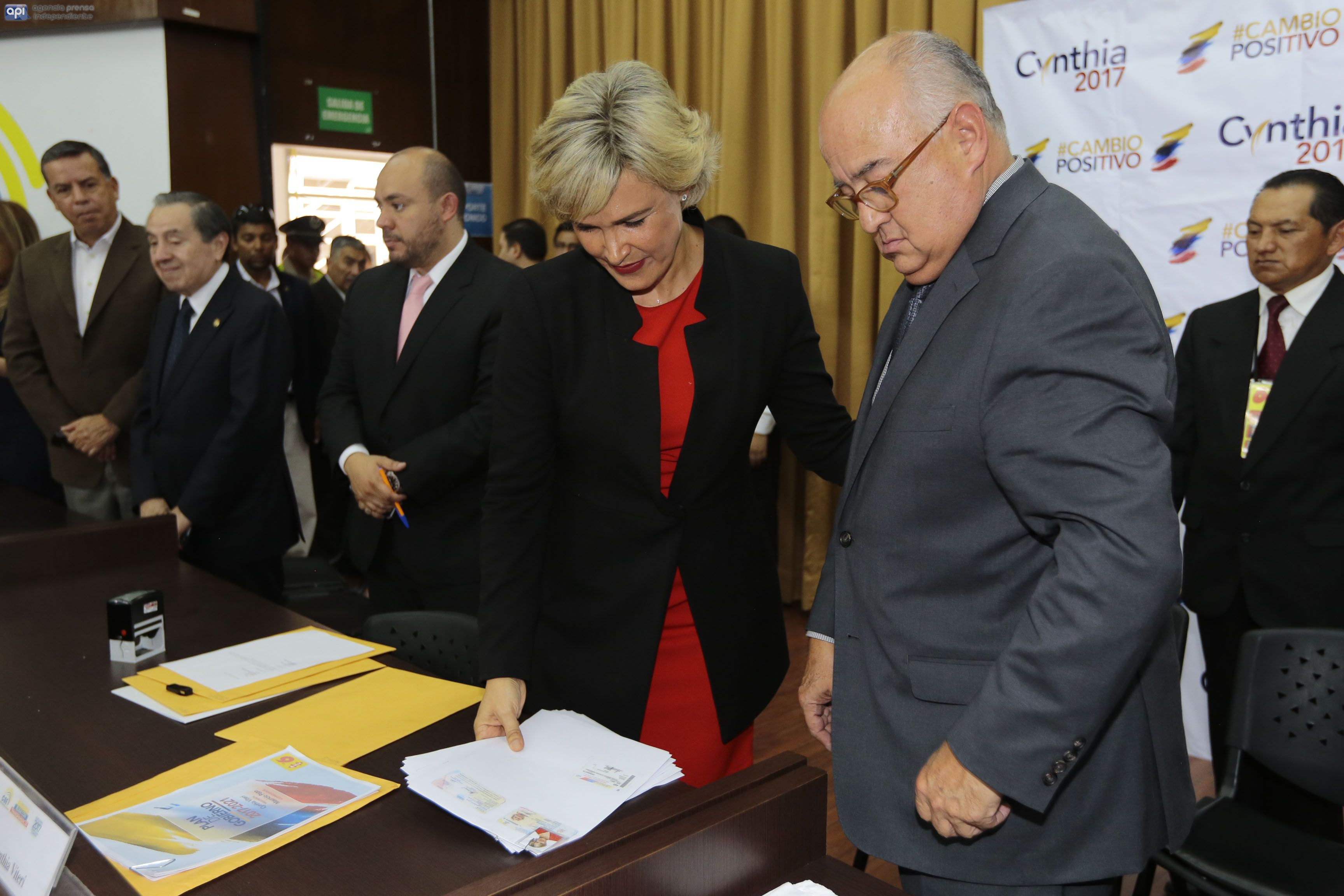
Cynthia Viteri junto a Mauricio Pozo al inscribir sus candidaturas en el Consejo Nacional Electoral

Viteri enfocó su campaña en mejorar la economía del país y aumentar el empleo con el Plan de Recuperación Económica Familiar "Progresa" y estableciendo acuerdos comerciales con Estados Unidos, Europa y Asia, escogiendo para esto al economista Mauricio Pozo Crespo como vicepresidente; además ha prometido fiscalizar los 10 años del gobierno de Correa y restituir el aporte de 40% del estado a los Fondos del IESS Viteri ha focalizado su campaña en los bastiones de la Costa del PSC; en Quito, donde consiguió el apoyo de los exalcaldes Rodrigo Paz y Roque Sevilla; y en las capitales de Carchi, donde se sumaron Julio Robles Guevara como alcalde de Tulcán y líder del Movimiento Social Conservador, y en Tungurahua con el movimiento Tiempo de Cambio.
Criticó fuertemente a Lenin Moreno, candidato oficialista, nombrándolo como candidato del continuismo y que su elección significaría que el país entré en un estado similar al de Venezuela bajo Nicolás Maduro; también ha criticado a Guillermo Lasso, nombrándolo el candidato del desempleo por su proyecto económico. Su campaña se enfocó en realizar caravanas políticas en la Costa y Sierra, junto a políticos locales, además de realizar frecuentes ruedas de prensa junto su binomio en las cuales presenta nuevas propuestas y planes enfocados en la creación de 800 mil empleos, eliminación de impuestos, programa de guarderías infantiles públicas y un programa nacional de vivienda. Su cuñas se denominaron "Ya toca un Cambio Positivo" y se enfocaron en presentar de forma básica y rápida sus propuestas, presentando las vivencias de la juventud de Viteri para lograr una conexión con los ciudadanos de clase media y resaltando que es la única candidata presidencial de sexo femenino.

### Paco Moncayo-Acuerdo Nacional por el Cambio, listas 12 - 2 - 18
Ganó su candidatura por consenso dentro de la alianza de centro izquierda, al ser el candidato con mayor intención de voto dentro de los aspirantes de la coalición. Moncayo enfocó su campaña en presentarse como el único candidato con amplia experiencia en el sector público, por sus años como militar, legislador y Alcalde de Quito, proponiendo restaurar la institucionalidad y democracia en el país, en específico devolver la autonomía e institucionalidad a las Fuerzas Armadas del Ecuador. Propuso además mejorar las relaciones económicas del estado con el sector privado, pero manteniendo los avances en el sector social del gobierno de Rafael Correa, prometiendo fiscalizar los diez años del gobierno anterior. 
Se enfocó en mantener reuniones con organizaciones sociales próximas a su coalición política, como son la CONAIE y la Ecuarunari, además de mantener reuniones con diferentes cámaras de comercio para promover su proyecto económico. La ID y Moncayo establecieron una alianza con Centro Democrático Nacional, del prefecto Jimmy Jairala, con la finalidad de que la candidatura tenga mayor acogida en la Costa, lo cual provocó cuestionamientos dentro de su coalición electoral por la cercanía de este en el pasada con el gobierno de Correa.
Su campaña, al igual que sus cuñas, se enfocaron en rechazar la corrupción del gobierno de Correa y proponer un reencuentro de la sociedad ecuatoriana y la unidad de todos los ciudadanos, sin importar su tendencia política, para lograr el restablecimiento democrático y económico en el país, enfocando su campaña en las regiones de la Sierra y Amazonía, bastiones históricos de la ID y Pachakutik. 

### Abdalá Bucaram Pulley-Partido Fuerza EC, lista 10
Fue el segundo en presentar formalmente su candidatura a finales del 2015. Su campaña se centró en realizar mítines políticos populares en los barrios marginales de Guayaquil y en los diferentes cantones con mayor pobreza de la Costa del país junto a su esposa, la presentadora de televisión Gabriela Pazmiño. Bucaram le dio un rol protagónico a las redes sociales, donde mantuvo una fuerte campaña virtual, además de comprar espacio en los cines para sus cuñas, nombrándose como el candidato de la juventud y representante de la generación de los mileniales, nacidos entre 1980 y el 2000.
Comenzó una campaña denominada "Consulta Nacional Fuerza Ecuador", en la que su equipo realizará encuestas a nivel nacional a la ciudadanía para estructurar el plan de gobierno. Propuso reducir el IVA y eliminar la Superintendencia de Comunicaciones. Bucaram criticó fuertemente a Guillermo Lasso, nombrándolo como el candidato de la banca y acusándolo de copiarle su plan de gobierno. Criticó también al vicepresidente Jorge Glas, candidato a la reelección, por la corrupción en los sectores estratégicos y en la gestión de los contratos petroleros, los cuales estaban a su cargo, presentando información sobre contratos relacionados con integrantes y personajes cercanos al gobierno de Correa, relacionado con los casos de corrupción durante el final de la campaña de la primera vuelta.
Bucaram mantuvo una campaña enérgica, bailando frecuentemente en las caravanas y mítines, siendo sus spots políticos musicales, utilizando fuertemente las redes sociales. Propuso la creación de nuevos días feriados de trasfondo religioso además de incluir a Dios en la Constitución. Su cuña principal se denominó "Yo SI te Escucho", la cual tiene la particularidad de ser parcialmente hablada en lenguaje de señas, proponiendo la enseñanza obligatoria del lenguaje de señas en las escuelas para promover la inclusión de los discapacitados.

### Iván Espinel -Fuerza Compromiso Social, lista 5
Fue uno de los candidatos con menos presencia mediática, realizando principalmente entrevistas a radios locales y visitando las diferentes ciudades del país. Una de sus principales propuestas fue instaurar la pena de muerte en el país para asesinos y violadores, enfocando su campaña en proponer mayor apoyo del gobierno y recursos a investigaciones científicas en el área de salud, además de ampliar la atención de los centros de salud públicos a un horario de 24 horas, siete días de la semana.
Su campaña se enfocó en realizar caminatas a los barrios más pobres de las principales ciudades del país, proponiendo un cambio generacional en la política, rechazando las tendencias políticas. Sus cuñas se enfocaron en introducirse y diferenciarse de los demás candidatos presidenciales.

### Patricio Zuquilanda -Partido Sociedad Patriótica, lista 3
Fue el último candidato en presentar su candidatura, el último día de las inscripciones en el CNE. Su candidatura fue sorpresiva, ya que no fue parte de la etapa de precandidaturas. Zuquilanda reconoció que su nombre surgió a última hora ante la necesidad del partido de presentar un binomio presidencial para mantener su registro y para apoyar la candidatura de Gutiérrez a la Asamblea Nacional.
Propuso convertir la próxima Asamblea Nacional en Constituyente y darle empuje a los sectores agrícolas, comerciales y de turismo, además de forjar un pacto comercial con Estados Unidos y conversar con el nuevo presidente de ese país Donald Trump. Zuquilanda fue el único candidato presidencial en referirse a la posibilidad de un fraude electoral durante la primera vuelta,  promoviendo la defensa del voto y creando junto a su partido un sistema informático particular para el conteo de votos llamado "Defiende tu Voto". Su campaña centró en visitar la región amazónica, bastión histórico del PSP y los cantones más pobres del país. Su cuña principal se denominó "Un Presidente de Soluciones".

### Washington Pesántez- MovimientoUnión Ecuatoriana, lista 19
Enfocó su campaña en presentarse como alguien fuera de la estructura política actual sino como una Tercera Vía política, proponiendo una auditoría de la deuda externa e interna, instaurar un proyecto de unidad nacional entre el sector público y privado para mejorar la economía y el empleo, indicando que para realizar esto propondrá múltiples leyes y reformas legales a través de una Asamblea Constituyente, prometiendo independizar al poder judicial, siendo su experiencia como fiscal general y abogado de carrera lo que autoriza a realizar estas propuestas.
Pesántez focalizó su campaña en la Sierra y en Manabí, proponiendo salud, educación y trabajo justo, además de fiscalización del gobierno de Correa y convocar a una nueva Asamblea Constituyente. Sus cuñas consistieron en introducir a Pesántez como exfiscal y abogado quién conoce la justicia y trabajara de forma justa utilizando el eslogan "Justo lo que Necesitamos", teniendo la particularidad de que el candidato no aparece en las cuñas, sino los candidatos a asambleístas de su movimiento.

## Protestas, denuncias por inconsistencias y acusaciones de presunto fraude

#### Primera vuelta
Posterior al proceso electoral del domingo 19 de febrero se dieron reclamos por parte de varios ciudadanos, miembros de organizaciones políticas y seguidores de los movimientos contrarios al oficialismo, por supuestos actos irregulares durante el proceso de votación y escrutinio; con ello surgieron manifestaciones lideradas principalmente por simpatizantes y miembros del movimiento CREO ante el edificio sede del Consejo Nacional Electoral en Quito, en Guayaquil y en varias delegaciones electorales de otras ciudades del país, en donde les exigían al CNE dar a conocer resultados del proceso electoral y declarar la segunda vuelta ante un presunto fraude electoral que beneficiaría al oficialismo.
Después de varias intervenciones del director del CNE Juan Pablo Pozo en cadena nacional, en donde daba a conocer los avances del proceso de escrutinio, se generó insatisfacción por la presunta demora del proceso, lo cual hizo cuestionar su gestión, a pesar de que la ley le otorgaba más tiempo para el proceso de escrutinio.
El exministro del interior y candidato a asambleísta nacional José Serrano Salgado de Alianza PAIS, presentó una denuncia formal en el CNE por posible fraude electoral dado por inconsistencias en un importante número de actas provenientes principalmente del exterior, afectando supuestamente al movimiento oficialista.

#### Segunda vuelta
El domingo 2 de abril, fecha de balotaje electoral, al darse a conocer los resultados de los exit poll de CEDATOS y de Perfiles de Opinión Guillermo Lasso se declaró ganador en los medios ante resultados no oficiales de la encuestadora CEDATOS que lo favorecían con 53,02% de los votos frente al 46,98% de Lenín Moreno de Alianza PAIS. El margen de error de la encuesta fue de +/- 2,2 puntos. En contraste la encuestadora Perfiles de Opinión dio como ganador al candidato Lenín Moreno con 52,2% y a Lasso 47,8% de los votos.
Horas más tarde al revelarse los resultados oficiales de conteo rápido del CNE (correspondientes a la Escuela Politécnica Nacional) por medio de una cadena nacional se conoció que el ganador era Lenín Moreno, lo que llevó a Guillermo Lasso a rechazar los resultados ya que no coincidían con la encuestadora CEDATOS y acusó al CNE de fraude por la caída del sitio web. Luego Lasso anunció que presentaría impugnaciones, también llamó a una vigilia por la democracia con movilizaciones pacíficas. La ONG Participación Ciudadana en los resultados de su conteo rápido declaró un "empate técnico" por lo que no revelarían los valores hasta los resultados oficiales. Ante la presión por supuestas amenazas de muerte a sus miembros la ONG reveló los resultados en donde se indicó que el estudio dio un 49,2% de votos para Guillermo Lasso y un 50,8% para Lenín Moreno. Posteriormente el "empate técnico" fue desmentido por el CNE ya que la diferencia era de 1.6% y no de 0.6% como afirmó inicialmente la ONG.

El 4 de abril Juan Pablo Pozo, presidente del CNE, anunció por medio de cadena nacional que con el 99.65% de total de escrutinio los resultados totales son irreversibles; y que el 51,16% de los votos son del binomio Moreno-Glas y el 48,84% del binomio Lasso-Páez, esto lo dio a conocer el CNE para que los candidatos puedan presentar impugnaciones por medio de los canales legales.
La OEA, por medio de su misión de observadores del proceso electoral, descartó irregularidades en las elecciones ya que no existió discrepancias con los resultados recogidos por sus observadores y la contenida en las actas oficiales publicadas por el CNE, también lamentó el "uso político" de las encuestas a pie de urna. Respecto a la denuncia sobre los tiempos de escrutinio expuesta por Lasso ante la OEA, el organismo explicó que tratándose de una elección entre las dos fórmulas presidenciales se aceleró el escrutinio, así como la publicación de los resultados oficiales.
El miércoles 5 de abril de 2017 Lasso presentó un documento durante una rueda de prensa en Guayaquil con el que solicitaron al CNE la impugnación de los votos, también mencionó que existió un supuesto apagón electoral el día de las elecciones. Seguido, en declaraciones, César Monge sustentó que las pruebas detectadas que obtuvieron para denunciar un supuesto fraude electoral eran de 1 795 actas irregulares, que equivalen a 592 350 votos. Ante ello el presidente del CNE, Juan Pablo Pozo, anunció que se aceptará el pedido de recuento de votos si las pruebas del movimiento CREO tienen sustento. Además, reiteró que para la solicitud de impugnación primero deben esperar la notificación de los resultados del organismo electoral. Según el CNE, de las más de 41 000 actas electorales se registraron inconsistencias en 835 al momento del escrutinio.
Desde el 2 de abril, día en llevarse a cabo el balotaje, frente a las instalaciones de la delegación del CNE Quito se concentraron simpatizantes CREO en un denominado "fortín de la democracia", también realizaron vigilias en otros puntos de Quito y una marcha por el reconteo de votos. En contraparte 15 organizaciones políticas, sociales y autoridades de los gobiernos autónomos descentralizados afines al movimiento PAIS realizaron una vigilia pacífica democrática permanente en los exteriores del Palacio de Carondelet rechazando las acciones de los miembros y simpatizantes de CREO.
El 17 de abril de 2017 el Tribunal Contencioso Electoral (TCE) inadmitió la apelación de la alianza CREO-SUMA para que el CNE diera paso a un recuento total de las actas electorales, ya que pidió en su recurso dos acciones incompatibles que son la nulidad de escrutinios y la apelación de resultados numéricos.
El martes 18 de abril de 2017 el CNE realizó en el Coliseo General Rumiñahui el reconteo público de 3 865 urnas que poseen 1 275 450 votos pertenecientes a todas las actas con inconsistencias impugnadas por los movimientos CREO-SUMA y Alianza PAIS, estas corresponden al 11,2% de los sufragios totales. El acto fue transmitido en directo por el sitio web del CNE y constó con observadores internacionales, delegados políticos de Alianza PAIS y representantes de organizaciones sociales, los delegados de CREO-SUMA no asistieron. Los paquetes electorales fueron custodiados permanentemente por militares y policías desde su lugar de origen hasta el sitio de reconteo. Asimismo constó con el soporte del  Instituto Geográfico Militar para verificar la autenticidad de las actas y papeletas sometidas al proceso. Al finalizar el recuento de votos, las autoridades del CNE a las 21H00 reportaron que el resultado total del recuento de votos dio un 48,84% para Lasso y un 51,16% para Moreno, ratificando el resultado de la segunda vuelta electoral. A las afueras del CNE, mientras se efectuaba el proceso, simpatizantes de Lasso agitaron banderas de Ecuador y gritaron consignas en contra del proceso. El 19 de abril, en rueda de prensa, Guillermo Lasso dijo que no reconocerá la victoria de Lenín Moreno e insistió en la existencia de un fraude.

## Sondeos de intención de voto
En el año previo a las elecciones, 2016, la encuestadora de opinión CEDATOS perfiló a Guillermo Lasso como ganador en una sola vuelta con un 40% de los votos válidos, si el panorama electoral no incluía a Jaime Nebot ni a Rafael Correa o Lenín Moreno como candidatos a la presidencia. El segundo tras Lasso sería Jorge Glas, si él presentara su candidatura a la presidencia, y quien obtuvo 19% en la misma encuesta.
La encuestadora Perfiles de Opinión perfilaba a Jorge Glas como ganador con un 30%, si el panorama electoral no incluía a Jaime Nebot ni a Rafael Correa como candidatos a la presidencia. El segundo tras Glas sería Guillermo Lasso, si él presentara su candidatura a la presidencia, y quien obtuvo 21% en la misma encuesta. En el escenario de que Lasso no presentase su candidatura, la encuesta de Perfiles de Opinión determinaba a Glas como ganador con 29% y a Nebot segundo con 24%.
En julio de 2016 Lenín Moreno se perfilaba como ganador con 44% de los votos según la encuestadora Perfiles de Opinión, en dicha encuesta el 16% votaría por Cynthia Viteri y el 13% por ciento por Guillermo Lasso. Este panorama no varió mucho en el mes de septiembre, cuando la coalición La Unidad tomó en cuenta la evolución de las encuestas de opinión para definir a su precandidato oficial como colectivo, donde Viteri se mantenía con un 16% de aceptación, en el tercer puesto. Lenín Moreno por su parte decayó al 36% y Lasso obtuvo alrededor 19%, según la encuestadora Informe Confidencial.
En octubre de 2016 a cuatro meses de las elecciones, Lenín Moreno se puso a la cabeza de las encuestas con índices que oscilaban entre el 33% y el 24%, esto según las encuestadoras Market, Markconsult y Merchandising. La candidata Cynthia Viteri se posicionaba en segundo lugar con 17,5% esto según la encuestadora Market, quién ubicaba con el 13,8% en tercer lugar a Guillermo Lasso, seguido de Paco Moncayo con el 10,3%. La encuestadora Markconsult ubicó a Guillermo Lasso en segundo lugar con el 11,5% seguido de Abdalá Bucaram Pulley con el 9,3% y de Cynthia Viteri con el 9,1%. El panorama fue distinto en Merchandising, la encuestadora dio el segundo lugar a Álvaro Noboa con el 13% seguido de Guillermo Lasso con el 12% y de Paco Moncayo con el 6%.
En diciembre de 2016, Moreno continuaba liderando el primer lugar variando los porcentajes entre 36% y el 28%, el segundo lugar se los disputaban el candidato Lasso con el 22.3% según CEDATOS y Viteri con el 19% según Market. Esta elección fue considerada por las encuestadoras como la que ha tenido el mayor porcentaje de votantes indecisos de la historia, bordeando el 50% en la última semana de diciembre de 2016, siendo el promedio de las elecciones pasadas, a menos de dos meses del día de los comicios, de un 30%.
Asimismo, al finalizar el período de presentación de las encuestas el 8 de febrero de 2017, diez días antes de las elecciones, la consultora Market volvió a posicionar a los candidatos en el orden del mes de diciembre de 2016, siendo así que Moreno lideraba la intención de voto con 28,5%, seguido de Viteri en segundo lugar con un 20,2% y Lasso en tercer lugar con 18,3%. Les continuaban en su respectiva posición Moncayo, Bucaram, Espinel, Zuquilanda y Pesántez.

## Resultados
|  | 39.36 % |

|  | 51.16 % |

|  | 28.09 % |

|  | 48.84 % |

|  | 16.32 % |

|  | 6.71 % |

|  | 4.82 % |

|  | 3.18 % |

|  | 0.77 % |

|  | 0.75 % |

|  | 100 % |

|  | 100 % |